# Acanthoptilum pourtalesii
Acanthoptilum pourtalesii är en korallart som beskrevs av Rudolf Albert von Kölliker 1870. Acanthoptilum pourtalesii ingår i släktet Acanthoptilum och familjen Virgulariidae. Inga underarter finns listade i Catalogue of Life.